# Malcolm Elliott
Malcolm John Elliott (Sheffield, 1 juli 1961) is een Brits voormalig wielrenner.

## Carrière
Hij was professioneel wielrenner van 1984 tot 1997 maar keerde in 2003, op een leeftijd van 42 jaar, weer terug in het peloton. Elliot won twee etappes en het puntenklassement in de Ronde van Spanje. Vanaf 1993 reed Elliot in de Verenigde Staten, waar hij onder andere een etappe in de Tour DuPont won.
Andere aansprekende overwinningen zijn ritten in de Catalaanse Week en het Brits kampioenschap. In 2011 beëindigde hij definitief zijn carrière en ging hij voor vier seizoenen aan de slag als ploegleider bij Node 4-Giordana Racing, waar hij tot dan toe onder contract had gestaan.

## Belangrijkste overwinningen
1982
 Wegrit op de Gemenebestspelen
 Ploegentijdrit op de Gemenebestspelen
1983
Proloog, 4e deel B, 6e deel A, 7e, 9e en 10e etappe Milk Race
1984
1e en 9e etappe Milk Race
1985
Proloog en 11e etappe Milk Race
1e, 2e, 12e en 16e etappe Herald Sun Tour
Eindklassement Herald Sun Tour
1986
3e deel A en 9e etappe Milk Race
6e en 16e etappe Herald Sun Tour
1987
Proloog, 1e, 2e, 3e en 5e etappe Milk Race
Eindklassement Milk Race
1e, 4e deel B en 5e etappe Ronde van Ierland
3e etappe Herald Sun Tour
1988
16e etappe Ronde van Spanje
3e etappe Ronde van Aragón
13 etappe Herald Sun Tour
Proloog en 1e Ronde van Groot-Brittannië
Eindklassement Ronde van Groot-Brittannië
1989
3e en 11e etappe Ronde van Spanje
 Puntenklassement Ronde van Spanje
Proloog, 1e en 5e etappe Catalaanse Week
3e en 5e etappe Ronde van Castilië en León
2e etappe Ronde van Galicië
4e etappe Ronde van Burgos
Proloog Ronde van Groot-Brittannië
1990
1e en 3e etappe Ronde van Catalonië
1e etappe Ronde van het Baskenland
1e en 4e etappe Ronde van Cantabria
1e etappe Ronde van Groot-Brittannië
1991
Trofeo Masferrer
3e en 6e etappe Trofeo Joaquim Agostinho
1992
5e etappe Ronde van de Mijnvalleien
5e etappe Ronde van de Algarve
1993
 Brits kampioen op de weg, Elite
6e etappe Tour DuPont
Eindklassement Redlands Bicycle Classic
1994
Eindklassement Redlands Bicycle Classic
1995
1e etappe Tour DuPont
2004
5e en 8e etappe FBD Insurance Rás
2005
4e etappe FBD Insurance Rás
2007
Rutland-Melton International Cicle Classic

## Resultaten in voornaamste wedstrijden
| Jaar | Ronde van Italië | Ronde van Frankrijk | Ronde van Spanje |
| ---- | ---------------- | ------------------- | ---------------- |
| 1986 |                  |                     |                  |
| 1987 |                  | 94e                 |                  |
| 1988 |                  | 90e                 | 76e (1)          |
| 1989 |                  |                     | 90e (2)          |
| 1990 |                  |                     | 116e             |
| 1991 |                  |                     | 51e              |
| 1992 | 115e             |                     | 115e             |

| Jaar | Milaan-San Remo | Gent-Wevelgem | Amstel Gold Race |
| ---- | --------------- | ------------- | ---------------- |
| 1986 |                 |               | 41e              |
| 1987 |                 | 66e           | ↑                |
| 1988 | 57e             |               |                  |
| 1989 |                 |               |                  |
| 1990 |                 |               |                  |
| 1991 |                 |               |                  |
| 1992 |                 |               |                  |